# Sandro Cardoso dos Santos
Sandro Cardoso dos Santos (São Paulo, 22 maart 1980), ook wel kortweg Sandro genoemd, is een voormalig Braziliaans voetballer.

## Carrière
Sandro speelde tussen 1998 en 2010 voor Portuguesa Santista, Suwon Samsung Bluewings, JEF United Ichihara, Chunnam Dragons, Changsha Ginde, Thun en Shandong Luneng Taishan.